# Janet Kisa
Janet Kisa (* 5. Dezember 1992) ist eine kenianische Langstreckenläuferin.
2011 wurde sie Fünfte beim Juniorinnenrennen der Crosslauf-Weltmeisterschaften in Punta Umbría und Vizejuniorenafrikameisterin über 5000 Meter.
Bei den Crosslauf-Weltmeisterschaften 2013 in Bydgoszcz wurde sie Sechste in der Einzelwertung und gewann mit dem kenianischen Team Gold.
2014 siegte sie beim Nizza-Halbmarathon, gewann über 5000 m Silber bei den Commonwealth Games in Glasgow sowie Bronze bei den Leichtathletik-Afrikameisterschaften in Marrakesch und wurde über 3000 m Vierte beim Leichtathletik-Continental-Cup in Marrakesch. Zum Jahresende siegte sie beim BOclassic.
2015 wurde sie Zwölfte bei den Crosslauf-Weltmeisterschaften in Guiyang und Sechste über 5000 m bei den Leichtathletik-Weltmeisterschaften in Peking.

## Persönliche Bestzeiten
- 1500 m: 4:11,03 min, 23. April 2016, Nairobi
- 3000 m: 8:32,13 min, 6. Mai 2016, Doha
- 5000 m: 14:38,70 min,	22. Mai 2016, Rabat
- Halbmarathon: 1:11:01 h, 26. April 2014, Nizza